# Forte de Santo Inácio do Cabo Frio
O Forte de Santo Inácio do Cabo Frio localizava-se numa ilhota rochosa (hoje aterrada) na barra do canal da lagoa de Araruama (hoje canal do Itajuru), na cidade de Cabo Frio, no litoral norte do estado brasileiro do Rio de Janeiro.

## História
Durante a Dinastia Filipina (1580-1640), recrudesceu a presença de embarcações francesas, inglesas ou neerlenadesas, carregando pau-brasil ("Caesalpinia echinata") no local. Expedições portuguesas se sucederam em 1572-1573 e em 1575 reprimindo o contrabando e arrasando as feitorias na região (ver Feitoria Maison de Pierre).
Em 1614, armadores britânicos articularam-se com comerciantes portugueses, mamelucos paulistas e pilotos franceses, montando uma grande operação para o contrabando do pau-brasil na região do Cabo Frio. No início de 1615, Gondomar, o embaixador espanhol em Londres, denunciou essa articulação à sua Coroa, que por sua vez instruiu ao governador-geral do Brasil, D. Gaspar de Sousa (1613-1617), as providências para reforçar as defesas da Capitania de São Tomé e da região do Cabo Frio. A tarefa foi confiada ao governador e capitão-mor da Capitania do Rio de Janeiro, Constantino Menelau (1615-1617), que, à frente de tropas, se dirigiu à barra da lagoa de Araruama em Setembro de 1615. Ali encontrou cinco naus inglesas (neerlandesas cf. PIZARRO, 1945:111-112) carregando pau-brasil, apoiadas por um fortim de faxina (pedra e cal, cf. PIZARRO, 1945:111-112) com peças montadas, e na ponta da barra, uma casa com abóbada de pedra e cal, edificada por franceses anteriormente à expedição inglesa, e que dava ao lugar o nome de "Casa de Pedra". De acordo com o relato de Menelau, os ingleses, avisados da chegada das forças portuguesas, fugiram sem que pudessem ser acometidos, limitado-se os portugueses a incendiar-lhes a fortificação e algumas casas de madeira. Na ocasião foi encontrado muito pau-brasil cortado, na mata (HANSSEN, 1988:7115-116).
No regresso ao Rio de Janeiro, Menelau encontrou novas instruções do Governador-geral para que fosse ao Cabo Frio "fazer duas fortalezas e uma povoação para estorvo destes inimigos" (HANSSEN, 1988:116). É do Auto da fundação da povoação de Santa Helena, quese extrai:
"Ano do nascimento de Nosso Senhor Jesus Cristo de 1615, aos treze dias do mês de novembro da dita era, neste lugar chamado a Casa de Pedra, vinte léguas do Rio de Janeiro, junto a[o] Cabo Frio, tendo [em setembro] o Capitão-mor [da Capitania do Rio de Janeiro] Governador Constantino de Menelau botado desta casa cinco naus inglesas com muita gente e artilharia e queimado casas de faxina e a fortaleza que com ela tinham feito, já em terra para a guarda da carga de pau-brasil, que começavam a carregar, que tudo tinha avisado ao Governador Geral da Bahia, [D.] Gaspar de Souza [1613-1617)], por uma carta [régia] que teve de Sua Magestade [Filipe II] em a qual avisava das cinco naus inglesas, e da fortaleza que determinavam fazer na dita costa [do Cabo Frio], pelo que lhe ordenou que fizesse esta povoação, fortaleza com artilharia, e soldados pagos à conta da Fazenda Real, e assim mais tratasse de conquistar por paz ou por guerra, o gentio goitacás, que estava entre a Capitania do Espírito Santo e a do Rio de Janeiro, que se não tinham sido domados com grande prejuízo das embarcações que nesta costa faziam naufrágio, tratando com estrangeiros com prejuízo da Real Fazenda do pau-brasil e sendo os ditos índios vassalos de Sua Majestade e da sua repartição. O que visto logo ele Capitão[-mor] e Governador [da Capitania do Rio de Janeiro] Constantino de Menelau com alguns portugueses e moradores do Rio de Janeiro que voluntariamente [o] quiseram acompanhar, e com 400 índios da aldeia de Sepetiba, que veio à dita costa, vindo ele pessoalmente por mar com muito risco de sua pessoa; e vistos todos os sítios daquela costa, escolheu por melhor para fazer fortaleza o lugar da Casa de Pedra que, já dissemos, fica a vinte léguas do Rio de Janeiro para a parte do nordeste, chamando assim este lugar por terem nele os franceses antigamente feito uma casa de pedra de grande fábrica, para o comércio de pau-brasil, que os índios lhes davam, a qual casa ele Capitão-mor e Governador Constantino de Menelau mandou derrubar por votos de todos que o acompanhavam e escolher para melhor e mais conveniente lugar aquela costa, assim por ter uma barra muito formosa, que podem entrar nela navios de 200 toneladas, como por ser muito defensível na boca da dita barra, aonde os nossos navios se possam recolher, para escapar a muitos corsários que ao cheiro de pau-brasil, e navios do rio da Prata nela acodem por entrar pela dita barra quase 12 léguas pela terra a dentro, e de uma, e outra banda, haverem excelentes terras para mantimentos, canaviais e gado em proveito de Sua Majestade, que, fora os dízimos que dela podem tirar, ficará a sua fazenda acrescentada, principalmente sendo todos aqueles matos de uma, e outra banda, cheios de pau-brasil e não haver junto outra barra onde onde se possa carregar com segurança de mar e inimigos, senão este dito lugar da Casa de Pedra, em que a dita fortaleza com sete peças de bronze ficou posta, chamando-lhe fortaleza de Santo Inácio. (...)" (Auto da fundação da povoação de Santa Helena no lugar denominado de Cabo Frio. apud BERANGER, 1993:34-36; ver ainda HANSSEN, 1988:118-119)
O forte teria ficado guarnecendo-o com doze soldados. Para sustento do forte, determinou, no mesmo Auto, assentar uma aldeia de indígenas catequizados na ponta de Búzios. A pedido de Menelau, Estevão Gomes, dono de engenhos de açúcar no Rio de Janeiro, foi nomeado Capitão da Fortaleza de Santo Inácio "e (...) de todos os mais moradores que forem povoar." (CUNHA & LEITE, 1994:13-16)
Esta fortificação teve efêmera existência, sendo substituída a partir de 1618, pelo Forte de São Mateus do Cabo Frio.